# (30859) 1992 BM
1992 بي أم (ويعرف أيضًا باسم (30859) 1992 بي أم وفق تسمية الكوكب الصغير) (بالإنجليزية: 1992 BM)‏ هو كويكب ضمن حزام الكويكبات؛ وترتيبه 30859 من حيث الاكتشاف.
اكتُشف هذا الجُرم الفلكي بواسطة هيروشي كانيدا في 28 يناير 1992.

## وصلات خارجية
- (30859) 1992 BM في قاعدة بيانات مختبر الدفع النفاث لأجرام النظام الشمسي الصغيرة

- الاكتشاف · مخطط المدار ·  العناصر المدارية · المعلمات المادية

- (30859) 1992 BM على موقع ويكي سكاي: DSS2, SDSS, GALEX, IRAS, Hydrogen α, X-Ray, Astrophoto, Sky Map, Articles and images